# Nicholas Christopher
Nicholas Christopher (New York, 1951 –) amerikai regényíró, költő és filmkritikus, a Columbia Egyetem tanára.

## Élete
1951-ben született New Yorkban, ahol a gyermekkorát töltötte, a Harvard Egyetemen tanult. Közben beutazta Európát, a New Yorkerben, az Esquire-ben és más lapokban publikált. Verseit antológiákban adták ki. Első önálló verseskötete 1982-ben jelent meg. A költeményeivel több díjat és pályázatot is megnyert. Irodalmat tanít a Columbia Egyetemen.

## Művei
- On Tour with Rita (verseskötet, 1982)
- The Soloist (regény, 1986)[6]
- Veronica (regény, 1996)[7]
- A Trip to the Stars (regény, 2000)[8]
- Franklin Flyer (regény, 2002)[9]
- The Bestiary (regény, 2007)

## Magyarul
- Bestiárium; ford. Radnóti Alice; Metropolis Media, Bp., 2010 (Metropolis könyvek)[10]